# Bundeswehr
Bundeswehr (dansk: Forbundsværnet) er Tysklands samlede militær. Bundeswehr blev grundlagt i 1955 som Vesttysklands militær og efter Tysklands genforening i 1990 det forenede Tysklands militær. Bundeswehr omfatter Deutsche Heer, Deutsche Marine, Luftwaffe og Cyber- und Informationsraum (CIR).

## Startfasen

### 1945-55
Kort efter Nazitysklands nederlag i 2. verdenskrig blev de tyske væbnede styrker, Wehrmacht og andre militære organisationer opløst, og Tysklands militære anliggender blev herefter varetaget af de fire allierede sejrherrer, USA, Sovjetunionen, Storbritannien og Frankrig, der inddelte Tyskland i fire besættelseszoner. Da Vesttyskland blev etableret i de tre vestlige besættelseszoner i 1949, var landet uden militær, og Vesttyskland forblev fuldstændig demilitariseret som følge af de Allieredes aftaler om Tysklands fremtid.
Fra slutningen af 1940'erne blev forholdet mellem Vest og Øst markant forværret, og Den Kolde Krig blev indledt med konfrontationer bl.a. under Blokaden af Berlin (1948-49) og Koreakrigen (1950-53). Spændingerne blev yderligere forøget som følge af Opstanden i DDR i 1953. I begyndelsen af 1950'erne pågik derfor overvejelser og drøftelser om en vesttysk genoprustning og integrering af vesttyske militære enheder i militær fra Frankrig, Benelux og Italien under Det europæiske forsvarsfællesskab, men oprettelsen af et sådant forsvarsfællesskab blev aldrig til noget, da den franske nationalforsamling i 1954 afviste fransk tilslutning til organisationen. Frankrig opgav herefter modstanden mod Vesttysk optagelse i NATO og en vesttysk genoprustning.

## Etablering og grundlag
Bundeswehr blev officielt grundlag den 12. november 1955. Der blev ved stiftelsen lagt vægt på Bundeswehrs formål som en forsvarsorganisation af civilbefolkningen i en demokratisk stat til fulde underlagt Vesttysklands politiske lederskab. Der blev nedsat en komite, der skulle sikre, at højerestående officerer i Bundeswehr havde en for en demokratisk stat acceptabel politisk opfattelse og erfaring.
Efter en ændring af Vesttysklands forfatning i 1955 blev landet optaget i NATO, og Bundeswehr deltog i den første NATO-øvelse i januar 1956. Der blev indført værnepligt for alle mænd i alderen 18 til 45 (senere blev indført mulighed for aftjening af civil værnepligt).
Navnet Bundeswehr blev foreslået af den tidligere Wehrmachtgeneral og FDP-politiker Hasso von Manteuffel. Det nye værns emblem blev Jernkorset, der havde en lang tradition i tysk militær.
Det var ved etableringen i 1955 et grundlæggende princip for Bundeswehr, at organisationen skulle fokusere på forsvaret af Vesttyskland. Bundeswehr anså sig således ikke som en videreførelse af hverken Weimarrepublikkens Reichswehr (1921–1935) eller Nazitysklands Wehrmacht (1935–1946). Bundeswehrs officielle etos er baseret på tre hovedtemaer:
- At forfølge de mål, der blev opsat ved begyndelsen af det 19. århundrede af de militære reformatorer Scharnhorst, Gneisenau og Clausewitz
- At efterleve de principper, som blev udvist af officerer, der under nazitiden gjorde modstand mod Adolf Hitler, herunder særlig Claus von Stauffenberg og Henning von Tresckow, der deltog i attentatet mod Hitler i 1944.
- Dets egen selvstændige tradition siden 1955.

I slutningen af 50'erne befandt sig da 12.369 tidligere Wehrmacht-officerer og 300 tidligere SS-medlemmer i Bundeswehr.[kilde mangler] Ca. 30 kaserner var opkaldt efter "helte" fra anden verdenskrig, og loven om ordener fra 1957 gjorde det legitimt at bære ordener fra nazi-regimets tid, når blot det forbudte hagekors var fjernet.

## Bundeswehr under den kolde krig
Under Den Kolde Krig udgjorde Bundeswehr grundlaget for NATO's konventionelle styrker i forsvaret af Centraleuropa. Bundeswehr rådede over 495.000 militære og 170.000 civile personel. Koldkrigshistorikeren John Lewis Gaddis har betegnet Bundeswehr som "måske verdens bedste hær". Bundeswehr bestod under den kolde krig af tre værn med 12 divisioner.

## Dagens Bundeswehr
Bundeswehr er en føderal styrke og omfatter flere værn: Heer (hæren), Deutsche Marine (flåde), Luftwaffe (luftvåben), CIR (Cyber- und Informationsraum) (IT-tjenester, elektronisk krigsførelse, cybersikkerhed, cyberforsvar).
Bundeswehr består af omkring 182.496 soldater. Værnepligten blev suspenderet fra juli 2011. Antallet af civilt ansatte er 80.770 personer (2024).
Kvinder har siden 1975 arbejdet i lægevæsenet. I 2000 fik kvinder efter en sag ved EU-Domstolen lov til at påtage sig yderligere roller. Siden 2001 har de kunnet varetage alle stillinger uden restriktioner, men de er ikke underlagt værnepligt. Der er omkring 24.847 kvinder i Bundeswehr (2024).

## Generalinspektører[14][15]
- 1957–1961: Adolf Heusinger
- 1961–1963: Friedrich Foertsch
- 1964–1966: Heinz Trettner
- 1966–1972: Ulrich de Maizière
- 1972–1976: Armin Zimmermann
- 1976–1978: Harald Wust
- 1978–1983: Jürgen Brandt
- 1983–1986: Wolfgang Altenburg
- 1986–1991: Dieter Wellershoff
- 1991–1996: Klaus Naumann
- 1996–1999: Hartmut Bagger
- 1999–2000: Hans-Peter von Kirchbach
- 2000–2002: Harald Kujat
- 2002–2009: Wolfgang Schneiderhan
- 2010–2018: Volker Wieker
- 2018–2023: Eberhard Zorn
- 2023-         : Carsten Breuer